# Alfahuir

Alfahuir en su comarca

Alfahuir (oficialmente y en valenciano, Alfauir) es un municipio de la Comunidad Valenciana, España. Perteneciente a la provincia de Valencia, en la comarca de la Safor. Cuenta con una población de 489 habitantes (INE 2024).

## Geografía
Situado entre las sierras de Ador y Falconera, el río Vernisa divide el término en dos sectores. El terreno es llano, a excepción del sector sur accidentado por las estribaciones de la sierra de Ador. Las alturas principales son: Castillos (305 m.), Cister (293 m.) y Carrero (223 m.). El Vernisa cruza el término de oeste a este, sirviendo de límite con Rótova; afluyen al mismo, por la derecha los barrancos de la Basa y Alfahuir. El clima es templado.
Casi la totalidad de término está cubierta de arbolado, algarrobos y frutales principalmente. El pueblo está situado a la margen izquierda del barranco de Alfahuir.
Desde Valencia se accede a través de la N-332 para enlazar con la CV-686 y la CV-60.

### Localidades limítrofes
El término municipal de Alfahuir limita con las siguientes localidades:
Ador, Almiserat, Castellonet, Palma de Gandía, y Rótova, todas ellas de la provincia de Valencia.

## Historia
Alfahuir era una alquería musulmana. Tras la conquista de Jaime I contaba con 25 casas y algunas granjas, dependiendo de la baronía de Palma, aneja al ducado de Gandía. En el siglo XV pertenecía al Monasterio de San Jerónimo de Cotalba.

## Patrimonio

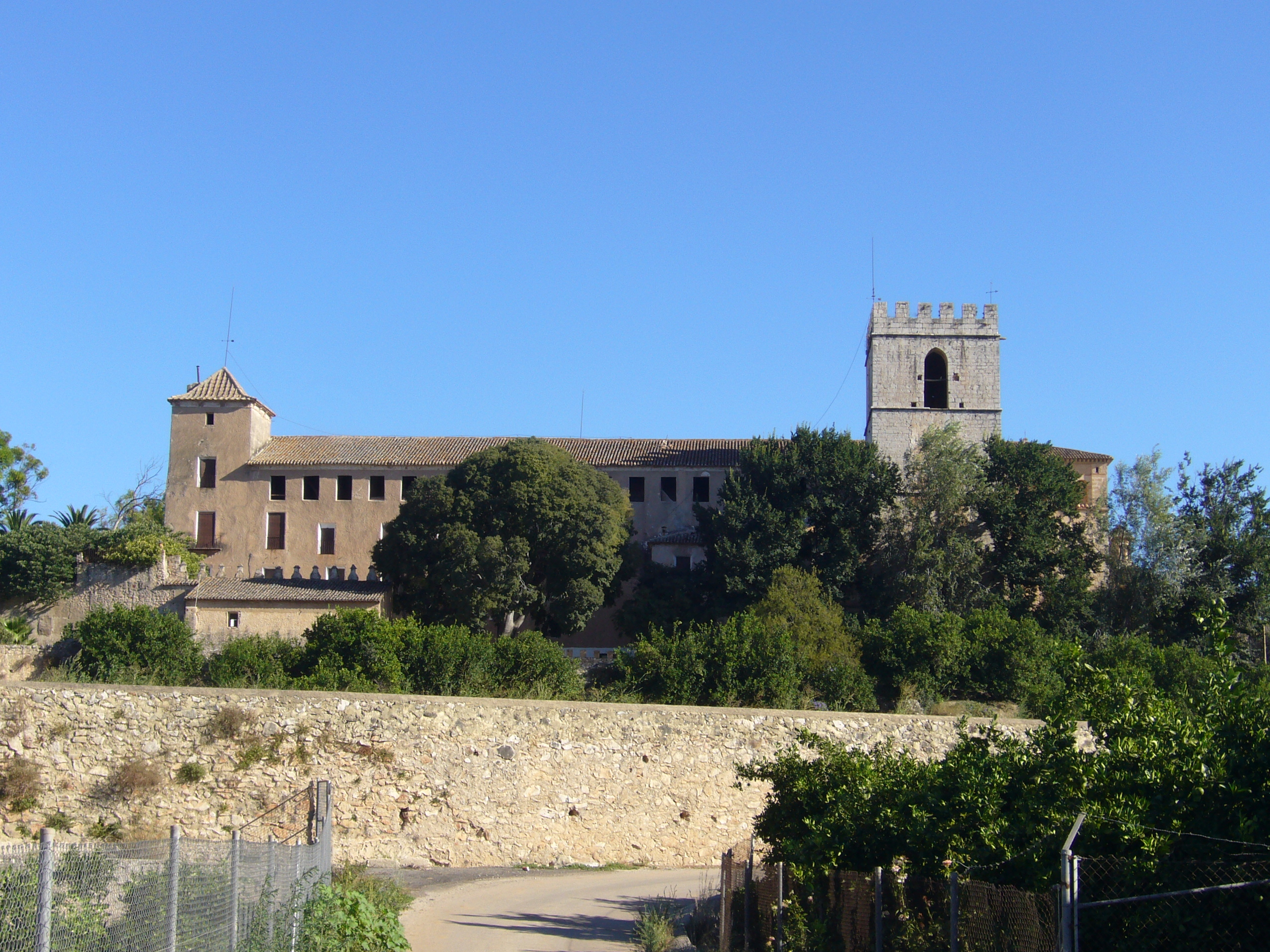
Monasterio de San Jerónimo de Cotalba.

- Monasterio de San Jerónimo de Cotalba. Este monasterio de estilo gótico-renacentista fundado por Alfonso de Aragón el Viejo en 1388, se encuentra a solo 2 km de su núcleo urbano.
- Ruta de los Monasterios de Valencia. Alfahuir se encuentra enclavado dentro del itinerario de esta ruta monumental inaugurada en 2008, que discurre por la localidad, visita ineludible de la cual, es su histórico Monasterio de San Jerónimo de Cotalba.
- La Iglesia de Nuestra Señora del Rosario es un monumento religioso, que se encuentra ubicado en la calle Mayor s/n, declarado Bien de Relevancia Local, con código: 46.25.023-003.
- Castillo de Palma.
- Torre de Alfahuir.

## Demografía
Alfahuir cuenta con una población de 489 habitantes (INE 2024).
| Gráfica de evolución demográfica de Alfahuir entre 1842 y 2021                                                      |
| |
| Población de derecho según los censos de población del INE Población de hecho según los censos de población del INE |

## Economía
Los cultivos de secano están dedicados a algarrobos en su mayor parte, también hay viñas moscatel, olivos y almendros. El regadío toma el agua del río Vernisa, que época de lluvias las recoge mediante un azud, y luego se distribuye por una acequia madre a los términos de Rótova y Alfahuir. La mayor producción de regadío son los naranjos, hortalizas y legumbres. La parte no cultivada del término está cubierta de pinos y monte bajo.
El sector norte del término constituye el territorio del antiguo monasterio de San Jerónimo de Cotalba, que ocupa casi el 50 por cien de la superficie del término municipal, constituyendo una sola finca de propiedad particular. El resto está muy repartido, siendo directamente trabajado por sus propietarios.
Existe una mina de yeso.

## Administración y política
| Periodo   | Nombre                       | Partido   |
| --------- | ---------------------------- | --------- |
| 1979-1983 | José Faus Balbastre          | AEAD      |
| 1983-1987 | Simeón Crescencio Faus       | PSPV-PSOE |
| 1987-1991 | Josep Buigues i Fornés       | PSPV-PSOE |
| 1991-1995 | Josep Buigues i Fornés       | PSPV-PSOE |
| 1995-1999 | Josep Buigues i Fornés       | PSPV-PSOE |
| 1999-2003 | Teresa Burguera Balbastre    | PP        |
| 2003-2007 | Providencia Martínez García  | PSPV-PSOE |
| 2007-2011 | Teresa Burguera Balbastre    | PP        |
| 2011-2015 | Marcos Garcia Tudela         | PSPV-PSOE |
| 2015-2019 | Marcos Garcia Tudela         | PSPV-PSOE |
| 2019-2023 | Marcos Garcia Tudela         | PSPV-PSOE |
| 2023-act. | José Juan Bataller Rodríguez | Compromís |

## Fiestas locales
- Fiestas Patronales. Se celebran el último fin de semana de agosto.

## Personas notables
- Salvador Cardona, ciclista, primer español en ganar una etapa del Tour de Francia.
- José Luis Peiró Reig, músico, compositor,  director de bandas de música
- Nicolás Borrás, pintor renacentista valenciano y monje del Monasterio de San Jerónimo de Cotalba.
- Antonio Sancho de Benevento, artista orfebre del renacimiento español y monje del Monasterio de San Jerónimo de Cotalba.